# Arrondissement de Laval
L'arrondissement de Laval est un arrondissement français situé dans le département de la Mayenne et la région Pays de la Loire.

## Composition

### Composition avant 2016

Délimitation avant 2016.

Avant le redécoupage cantonal de 2014, l'arrondissement de Laval comprend les cantons suivants :
- canton d'Argentré
- canton de Chailland
- canton d'Évron
- canton de Laval-Est
- canton de Laval-Nord-Est
- canton de Laval-Nord-Ouest
- canton de Laval-Saint-Nicolas
- canton de Laval-Sud-Ouest
- canton de Loiron
- canton de Meslay-du-Maine
- canton de Montsûrs
- canton de Saint-Berthevin
- canton de Sainte-Suzanne (Mayenne)

### Composition depuis 2016
La composition de l'arrondissement est modifiée à partir du 30 mars 2016 (arrêté du 24 mars 2016) afin de faire correspondre les limites des arrondissements avec celles des intercommunalités. À la suite de la création de communes nouvelles, le nombre de communes de l'arrondissement de Laval est de 34 en 2019.
Au 1er janvier 2024, l'arrondissement groupe les 34 communes suivantes :
1. Ahuillé
2. Argentré
3. Beaulieu-sur-Oudon
4. Bonchamp-lès-Laval
5. Le Bourgneuf-la-Forêt
6. Bourgon
7. La Brûlatte
8. Châlons-du-Maine
9. Changé
10. La Chapelle-Anthenaise
11. Entrammes
12. Forcé
13. Le Genest-Saint-Isle
14. La Gravelle
15. L'Huisserie
16. Launay-Villiers
17. Laval
18. Loiron-Ruillé
19. Louverné
20. Louvigné
21. Montflours
22. Montigné-le-Brillant
23. Montjean
24. Nuillé-sur-Vicoin
25. Olivet
26. Parné-sur-Roc
27. Port-Brillet
28. Saint-Berthevin
29. Saint-Cyr-le-Gravelais
30. Saint-Germain-le-Fouilloux
31. Saint-Jean-sur-Mayenne
32. Saint-Ouën-des-Toits
33. Saint-Pierre-la-Cour
34. Soulgé-sur-Ouette

## Démographie
En 2022, l'arrondissement comptait 114 872 habitants.
| 1968    | 1975    | 1982    | 1990    | 1999    | 2006    | 2011    | 2016    | 2021    |
| ------- | ------- | ------- | ------- | ------- | ------- | ------- | ------- | ------- |
| 108 290 | 120 457 | 128 284 | 134 173 | 140 207 | 148 964 | 154 181 | 112 937 | 114 674 |

| 2022    | - | - | - | - | - | - | - | - |
| ------- | - | - | - | - | - | - | - | - |
| 114 872 | - | - | - | - | - | - | - | - |